# Фінал чемпіонату світу з футболу 1962
Фінал чемпіонату світу з футболу 1962 — футбольний матч, у якому визначався переможець чемпіонату світу з футболу 1962 року. Матч відбувся 17 червня 1962 року на Національному стадіоні у столиці Чилі, місті Сантьяго. У матчі зустрілися збірні Бразилії та Чехословаччини. Гра завершилась з рахунком 3:1 на користь бразильської команди, котра здобула свій другий титул чемпіона світу з футболу.
Сценарій фінального поєдинку ЧС-1962 виявився подібним до вирішальної гри попередньої першості світу. Бразильці, як і чотирма роками раніше, першими пропустили (цього разу на 15-й хвилині рахунок відкрив лідер чехословацької команди Йозеф Масопуст), після чого дуже швидко зрівняли рахунок (відзначився Амарілдо), а згодом здобули впевнену перемогу.
За відсутності Пеле, що травмувався ще у другій грі чемпіонату, головною небезпекою у нападі збірної Бразилії вважався Гаррінча, який на шляху до фіналу відзначився чотирма голами. Чехословацьким гравцям вдалося успішно протидіяти йому в захисті, однак південноамериканці довели, що мають в складі достатньо гравців, здатних вирішити долю гри. У другому таймі фінальної гри відзначилися Зіто і Вава, принісши Бразилії другий у її історії титул чемпіонів світу, до того ж здобутий на другій світовій першості поспіль.

## Шлях до фіналу
| Команда        | І | П | Н | П | З | П | Р  | О |
| -------------- | - | - | - | - | - | - | -- | - |
| Бразилія       | 3 | 2 | 1 | 0 | 4 | 1 | +3 | 5 |
| Чехословаччина | 3 | 1 | 1 | 1 | 2 | 1 | -1 | 3 |
| Мексика        | 3 | 1 | 0 | 2 | 3 | 4 | −1 | 2 |
| Іспанія        | 3 | 1 | 0 | 2 | 2 | 3 | −1 | 2 |

| Команда        | І | П | Н | П | З | П | Р  | О |
| -------------- | - | - | - | - | - | - | -- | - |
| Бразилія       | 3 | 2 | 1 | 0 | 4 | 1 | +3 | 5 |
| Чехословаччина | 3 | 1 | 1 | 1 | 2 | 1 | -1 | 3 |
| Мексика        | 3 | 1 | 0 | 2 | 3 | 4 | −1 | 2 |
| Іспанія        | 3 | 1 | 0 | 2 | 2 | 3 | −1 | 2 |

## Деталі матчу
| 17 червня 1962 14:30 (UTC−4) |

| Бразилія                       | 3—1      | Чехословаччина |
| ------------------------------ | -------- | -------------- |
| Амарілдо 17' Зіто 69' Вава 78' | Протокол | 15' Масопуст   |

| Національний стадіон, Сантьяго Глядачів: 68 679 Арбітр: Микола Латишев (СРСР) |

| Бразилія | Чехословаччина |

| ВР             | 3  | Жилмар          |
| ЗХ             | 2  | Джалма Сантус   |
| ЗХ             | 3  | Мауро Рамос (к) |
| ЗХ             | 5  | Зозімо          |
| ЗХ             | 6  | Нілтон Сантус   |
| ПЗ             | 7  | Діді            |
| ПЗ             | 4  | Зіто            |
| ПЗ             | 20 | Гаррінча        |
| НП             | 8  | Маріо Загалло   |
| НП             | 21 | Амарілдо        |
| НП             | 19 | Вава            |
| Тренер:        |    |                 |
| Айморе Морейра |    |                 |

| ВР               | 1  | Вільям Шройф       |
| ЗХ               | 15 | Ладислав Новак (к) |
| ЗХ               | 3  | Ян Поплугар        |
| ЗХ               | 2  | Сватоплук Плускал  |
| ПЗ               | 6  | Їржі Тіхий         |
| ПЗ               | 14 | Томаш Поспіхал     |
| ПЗ               | 7  | Андрей Квашняк     |
| ПЗ               | 4  | Йозеф Масопуст     |
| НП               | 8  | Йозеф Єлінек       |
| НП               | 11 | Адольф Шерер       |
| НП               | 9  | Йозеф Кадраба      |
| Тренер:          |    |                    |
| Рудольф Витлачил |    |                    |